# Бутчер, Билинда
Билинда Джейн Бутчер (англ. Bilinda Jayne Butcher; род. 16 сентября 1961, Лондон) — английский музыкант, певица и автор песен, получила известность как вокалист и гитарист группы My Bloody Valentine, которая является основоположником жанра шугейз.

## Детство и юность
Бутчер родилась и выросла в Лондоне, затем переехала с родителями и её сестрой Джо-Энн в Голден-Вэлли — небольшую деревню в графстве Дербишир. 
Бутчер вспоминала, что в Голден-Вэлли её считали "странной" так как она носила одежду 20-х годов и слушала пластинки на переносном граммофоне. В 16 лет она вернулась в Лондон и поступила в Тринити-Лабан, консерваторию музыки и танцев. Однако она ушла от туда спустя год. 
После ухода из консерватории, полгода работала няней во французской семье, после этого со своим молодым человеком отправилась в Париж. Вернувшись в Лондон, пара поселилась в сквоте в Брикстоне где родился сын Тоби.

## Музыкальная карьера

### My Bloody Valentine
Присоединилась к My Bloody Valentine в апреле 1987 года заменив вокалиста Дэвида Конвея. До этого у неё был опыт только на классической гитаре, пение было "забавы ради". О том что в My Bloody Valentine требовался бэк-вокал она узнала от парня, который познакомился с барабанщиком Колмом О’Киосогом. На прослушивании исполняла песню "The Bargain Store" - песня, которая является одноименная с альбома Долли Партон. По итогу выбрали её вместо Джули, которая встречалась с Дугласам Хартом из The Jesus and Mary Chain.
Бутчер участвовала как вокалистом и ритм-гитаристом в сингле My Bloody Valentine "Strawberry wine" и второго мини-альбома "Ecstasy", эти релизы были вышли в 1987 году на лейбле Lazy Records,
После подписания контракта с Island Record в октябре 1992 года на 250.000 футов. My Bloody Valentine преступили к записи третьего альбома "Loveless", после этого альбома, группа взяла перерыв.
My Bloody Valentine вернулись в 2007 году,  выпустили свой третий альбом "m b v" в 2013 году.

### Другое
В перерыве My Bloody Valentine записывала вокальные партии для двух компоизций - "Ballad Night" и "Casino Kisschase" для альбома "Cooler" для хип хоп группы Collapsed Lung. Так же была бэк-вокалом в песне "I Don't Think" группы Dinosaur Jr.
в 2013 году на фестивале Primavera Sound Бутчер выступила вместе с The Jesus and Mary Chain, исполнила вокальную партию в песне «Just Like Honey».